# Équipe de Suisse de football en 2025
Cet article présente l'année 2025 pour l'équipe de Suisse de football.

## Évolution du classement
| Année | 2024     | 2025    | 2025    | 2025 | 2025  | 2025 | 2025 | 2025    | 2025 | 2025      | 2025    | 2025     | 2025     |
| Mois  | décembre | janvier | février | mars | avril | mai  | juin | juillet | août | septembre | octobre | novembre | décembre |
| Rang  | 20       | 20      | 20      | 20   | 20    |      |      |         |      |           |         |          |          |

## Bilan
|           | Nombre de matchs | Victoires | Matchs nuls | Défaites | Buts marqués | Buts encaissés |
| Domicile  | 1                | 1         | 0           | 0        | 3            | 1              |
| Extérieur | 2                | 1         | 1           | 0        | 5            | 1              |
| Neutre    | 1                | 1         | 0           | 0        | 4            | 2              |
| Total     | 4                | 3         | 1           | 0        | 12           | 4              |

## Matchs et résultats
| Match amical                                     | Irlande du Nord | 1 - 1   | Suisse     | Windsor Park, Belfast                                   |                                                         |
| 21 mars 2025 · 20h45 · Historique des rencontres | Price 16e       | (1 - 1) | 29e Sierro | Spectateurs : 17 862 Arbitrage : Mohammed Al-Hakim (en) | Spectateurs : 17 862 Arbitrage : Mohammed Al-Hakim (en) |
| 21 mars 2025 · 20h45 · Historique des rencontres | Rapport         |         |            | Spectateurs : 17 862 Arbitrage : Mohammed Al-Hakim (en) | Spectateurs : 17 862 Arbitrage : Mohammed Al-Hakim (en) |

| Match amical                                     | Suisse                              | 3 - 1   | Luxembourg | kybunpark, Saint-Gall                            |                                                  |
| 25 mars 2025 · 20h45 · Historique des rencontres | Vargas 9e · Embolo 12e · Muheim 29e | (3 - 0) | 89e Sinani | Spectateurs : 8 363 Arbitrage : Enea Jorgji (de) | Spectateurs : 8 363 Arbitrage : Enea Jorgji (de) |
| 25 mars 2025 · 20h45 · Historique des rencontres | Rapport                             |         |            | Spectateurs : 8 363 Arbitrage : Enea Jorgji (de) | Spectateurs : 8 363 Arbitrage : Enea Jorgji (de) |

| Match amical                                    | Mexique                          | 2 - 4   | Suisse                                            | Rice-Eccles Stadium, Salt Lake City           |                                               |
| 7 juin 2025 · 22h00 · Historique des rencontres | Giménez 51e · Sepúlveda (en) 75e | (0 - 1) | 20e Embolo · 64e Amdouni · 71e Ndoye · 90e Rieder | Spectateurs : 41 508 Arbitrage : Victor Rivas | Spectateurs : 41 508 Arbitrage : Victor Rivas |
| 7 juin 2025 · 22h00 · Historique des rencontres | Rapport                          |         |                                                   | Spectateurs : 41 508 Arbitrage : Victor Rivas | Spectateurs : 41 508 Arbitrage : Victor Rivas |

| Match amical                                    | États-Unis | 0 - 4   | Suisse                                                | Geodis Park, Nashville                         |                                                |
| 11 juin 2025 · 2h07 · Historique des rencontres |            | (0 - 4) | 13e Ndoye · 23e Aebischer · 33e Embolo · 36e Manzambi | Spectateurs : 20 602 Arbitrage : Andrew Samuel | Spectateurs : 20 602 Arbitrage : Andrew Samuel |
| 11 juin 2025 · 2h07 · Historique des rencontres | Rapport    |         |                                                       | Spectateurs : 20 602 Arbitrage : Andrew Samuel | Spectateurs : 20 602 Arbitrage : Andrew Samuel |

| CM 2026 - qualification 1re journée                  | Suisse     | - | Kosovo | [[]], [[]]  |             |
| 5 septembre 2025 · 20h45 · Historique des rencontres |            |   |        | Arbitrage : | Arbitrage : |
| 5 septembre 2025 · 20h45 · Historique des rencontres | [ Rapport] |   |        | Arbitrage : | Arbitrage : |

| CM 2026 - qualification 2e journée                   | Suisse     | - | Slovénie | [[]], [[]]  |             |
| 8 septembre 2025 · 20h45 · Historique des rencontres |            |   |          | Arbitrage : | Arbitrage : |
| 8 septembre 2025 · 20h45 · Historique des rencontres | [ Rapport] |   |          | Arbitrage : | Arbitrage : |

| CM 2026 - qualification 3e journée                  | Suède      | - | Suisse | [[]], [[]]  |             |
| 10 octobre 2025 · 20h45 · Historique des rencontres |            |   |        | Arbitrage : | Arbitrage : |
| 10 octobre 2025 · 20h45 · Historique des rencontres | [ Rapport] |   |        | Arbitrage : | Arbitrage : |

| CM 2026 - qualification 4e journée                  | Slovénie   | - | Suisse | [[]], [[]]  |             |
| 13 octobre 2025 · 20h45 · Historique des rencontres |            |   |        | Arbitrage : | Arbitrage : |
| 13 octobre 2025 · 20h45 · Historique des rencontres | [ Rapport] |   |        | Arbitrage : | Arbitrage : |

| CM 2026 - qualification 5e journée                   | Suisse     | - | Suède | [[]], [[]]  |             |
| 15 novembre 2025 · 20h45 · Historique des rencontres |            |   |       | Arbitrage : | Arbitrage : |
| 15 novembre 2025 · 20h45 · Historique des rencontres | [ Rapport] |   |       | Arbitrage : | Arbitrage : |

| CM 2026 - qualification 6e journée                   | Kosovo     | - | Suisse | [[]], [[]]  |             |
| 18 novembre 2025 · 20h45 · Historique des rencontres |            |   |        | Arbitrage : | Arbitrage : |
| 18 novembre 2025 · 20h45 · Historique des rencontres | [ Rapport] |   |        | Arbitrage : | Arbitrage : |

## Classement des buteurs
| Buteur           | Compétition officielle | Matchs amicaux | Total |
| ---------------- | ---------------------- | -------------- | ----- |
| Breel Embolo     | 0                      | 3              | 3     |
| Dan Ndoye        | 0                      | 2              | 2     |
| Michel Aebischer | 0                      | 1              | 1     |
| Zeki Amdouni     | 0                      | 1              | 1     |
| Johan Manzambi   | 0                      | 1              | 1     |
| Miro Muheim      | 0                      | 1              | 1     |
| Fabian Rieder    | 0                      | 1              | 1     |
| Vincent Sierro   | 0                      | 1              | 1     |
| Rubén Vargas     | 0                      | 1              | 1     |